# OUFTI-1
OUFTI-1, acronyme de Orbital Utility For Telecommunication Innovation, est un satellite artificiel belge de type CubeSat développé par des étudiants liégeois. Il doit servir notamment de relais de télécommunication D-STAR pour les radioamateurs. Le satellite a été lancé depuis le Centre spatial guyanais le 25 avril 2016 à 18 h 2 heure locale (21 h 2 UTC), en même temps que les satellites Microscope, Sentinel-1B et deux autres CubeSats, à savoir AAUSAT4 (Université d'Aalborg, Danemark) et e-st@r-II (en) (École polytechnique de Turin, Italie). Ces trois CubeSats sont lancés dans le cadre du programme Fly your satellite! de l'Agence spatiale européenne.  Il porte le numéro 41458.
La balise embarquée émet en morse en CW/VHF (145.980 MHz) commençant par les caractères 'HI HI DE OUFTI1' suivis de codes fournissant de la télémétrie sur son fonctionnement.

## Nom
Le nom du satellite, OUFTI, fait référence à l'expression liégeoise oufti ("Ouf toi !"), clin d'œil à la ville de conception du satellite.